# Coppa di Serbia 2009-2010 (pallavolo femminile)
La Coppa di Serbia di pallavolo femminile 2009-2010 è stata la 4ª edizione della coppa nazionale di Serbia. Alla competizione hanno partecipato 16 squadre e la vittoria finale è andata per la prima volta alla Ženski odbojkaški klub Crvena zvezda.

## Regolamento
Alla competizione prendono parte sedici squadre: dieci provenienti dalla Superliga più altre sei proveniente dalla Prva Liga e le altre categorie minori. Le gare degli ottavi di finale si svolgono in gara unica, mentre quelle dei quarti di finale in gare di andata e ritorno. Le quattro squadre vincenti ai quarti si qualificano per la final-four.

## Squadre partecipanti
| - Dinamo Pančevo - Jedinstvo Užice - Klek Srbijašume - Kolubara - Lazarevac - Libero Čačak - Novi Sad - Poštar | - Radnički Belgrado - Radnički Kragujevac - Spartak Subotica - Student Niš - Stella Rossa - TENT - Vizura - Vojvodina |

## Risultati

### Calendario

#### Ottavi di finale
| - ore X Sportska Hala Jezero, Kragujevac | Radnički Kragujevac | 1 - 3 | Poštar            | 25-22, 11-25, 18-25, 11-25       |
| - ore X Dvorana SC Slana Bara, Novi Sad  | Vojvodina           | 0 - 3 | Klek Srbijašume   | 14-25, 14-25, 12-25              |
| - ore X Sala OŠ Mika Antić, Niš          | Student Niš         | 0 - 3 | Dinamo Pančevo    | 10-25, 14-25, 15-25              |
| - ore X SRC Kolubara, Lazarevac          | Kolubara            | 0 - 3 | TENT              | 22-25, 22-25, 21-25              |
| - ore X Sportski centar Vizura, Belgrado | Vizura              | 1 - 3 | Spartak Subotica  | 21-25, 20-25, 26-24, 22-25       |
| - ore X -, Čačak                         | Libero Čačak        | 0 - 3 | Stella Rossa      | 10-25, 16-25, 10-25              |
| - ore X Dvorana SC Slana Bara, Novi Sad  | Novi Sad            | 3 - 1 | Jedinstvo Užice   | 25-21, 25-24, 17-25, 25-18       |
| - ore X -, Lazarevac                     | Lazarevac           | 2 - 3 | Radnički Belgrado | 25-21, 18-25, 21-25, 25-19, 8-15 |

#### Quarti di finale

##### Andata
| - ore X Dvorana SC Slana Bara, Novi Sad               | Novi Sad          | 1 - 3 | Stella Rossa     | 26-24, 14-25, 9-25, 16-25         |
| - ore X Dvorana SD Radnički, Belgrado                 | Radnički Belgrado | 3 - 1 | Poštar           | 20-25, 25-21, 25-21, 27-25        |
| - ore X Sportsko-kulturni centar Obrenovac, Obrenovac | TENT              | 1 - 3 | Dinamo Pančevo   | 23-25, 21-25, 25-23, 21-25        |
| - ore X Dvorana Miloš Grbić, Klek                     | Klek Srbijašume   | 3 - 2 | Spartak Subotica | 17-25, 13-25, 25-10, 25-16, 15-12 |

##### Ritorno
| - ore X Šumice Sport Center, Belgrado       | Stella Rossa     | 3 - 0 | Novi Sad          | 25-8, 25-18, 25-13         |
| - ore X Dvorana Velefar, Belgrado           | Poštar           | 3 - 0 | Radnički Belgrado | 25-17, 25-23, 25-16        |
| - ore X Dvorana Strelište, Pančevo          | Dinamo Pančevo   | 3 - 1 | TENT              | 23-25, 25-23, 25-20, 25-18 |
| - ore X Hala Sportova Dudova Šuma, Subotica | Spartak Subotica | 3 - 0 | Klek Srbijašume   | 25-17, 25-23, 25-22        |

### Final-four

#### Tabellone
|  | Semifinali       | Semifinali       | Semifinali     |                |              | Finale       | Finale | Finale |  |
|  |                  |                  |                |                |              |              |        |        |  |
|  | Stella Rossa     | Stella Rossa     | 3              |                |              |              |        |        |  |
|  | Stella Rossa     | Stella Rossa     | 3              |                |              |              |        |        |  |
|  | Spartak Subotica | Spartak Subotica | 0              |                |              |              |        |        |  |
|  | Spartak Subotica | Spartak Subotica | 0              |                | Stella Rossa | Stella Rossa | 3      |        |  |
|  |                  |                  |                |                | Stella Rossa | Stella Rossa | 3      |        |  |
|  |                  |                  | Dinamo Pančevo | Dinamo Pančevo | 1            |              |        |        |  |
|  | Dinamo Pančevo   | Dinamo Pančevo   | Dinamo Pančevo | Dinamo Pančevo | 1            | 3            |        |        |  |
|  | Dinamo Pančevo   | Dinamo Pančevo   |                |                |              |              |        |        |  |
|  | Poštar           | Poštar           | 0              |                |              |              |        |        |  |

#### Calendario

##### Semifinali
| 6 marzo 2010 - ore X -, Belgrado | Stella Rossa   | 0 - 3 | Spartak Subotica | 25-18, 25-23, 25-9  |
| 6 marzo 2010 - ore X -, Belgrado | Dinamo Pančevo | 3 - 0 | Poštar           | 25-12, 25-14, 25-19 |

##### Finale
| 7 marzo 2010 - ore X -, Belgrado | Stella Rossa | 3 - 1 | Dinamo Pančevo | 19-25, 25-23, 26-24, 25-20 |